# João I do Palatinado-Zweibrücken
João I do Palatinado-Zweibrücken, o Coxo (em alemão:  Johann I von Pfalz-Zweibrücken; 8 de maio de 1550 – 12 de agosto de 1604) era um nobre alemão membro do ramo Palatino da Casa de Wittelsbach que foi duque do Palatinado-Zweibrücken de 1569 a 1604.

## Biografia
Nasceu em Meisenheim, sendo o segundo filho de Wolfgang do Palatinado-Zweibrücken e de sua mulher Ana de Hesse, filha do Landegrave Filipe I de Hesse. A educação do príncipe foi entregue a diversos mestres. Destes, detacou-se Georg Marius que, pela sua ação reformista, acabou por ser afastado.
Quando o pai faleceu, em 1569, o irmão mais velho, Filipe Luís, recebeu o Ducado do Palatinado-Neuburgo, enquanto a João coube o Palatinado-Zweibrücken, estado seriamente endividado,
Em 1588, ele substituiu nos seus estados a fé Católica pela confissão Luterana, colocando-o em oposição aos seus irmãos.
João, foi o primeiro governante em todo o mundo a introduzir a educação geral e obrigatória. João sofria de uma deficiência física e coxeou durante toda a vida, pelo que era chamado de o Coxo.
Veio a falecer em Germersheim em 1604, sendo sepultado na Igreja de Alexandre (Alexanderkirche), em Zweibrücken.

## Casamento e descendência
Em 1579 casou com Madalena de Cleves, filha de Guilherme, o Rico, Duque de Jülich-Cleves-Berg. Deste casamento nasceram os seguintes filhos:
1. Luís Guilherme (Ludwig Wilhelm) (1580-1581);
2. Maria Isabel (Maria Elisabeth) (1581-1637), casou com Jorge Gustavo do Palatinado-Veldenz;
3. Ana Madalena (Anna Magdalena) (1583);
4. João II (Johann) (1584-1635), duque do Palatinado-Zweibrücken;
5. Frederico Casimiro (Friedrich Kasimir), duque do Palatinado-Zweibrücken-Landsberg (1585-1645);
6. João Casimiro (Johann Kasimir) (1589-1652), duque do Palatinado-Zweibrücken-Kleeburg, pai de Carlos X da Suécia;
7. Amália Jacobeia Henriqueta (Amalia Jakobäa Henriette) (1592-1655), casou com o conde Jakob Franz de Pestacalda;
8. Isabel Doroteia (Elisabeth Dorothea) (1593);
9. Ana Catarina (Anna Katharina) (1597).

## Ligações Externas
- Genealogia dos Wittelsbach